# LaFace Records
LaFace Records es un sello de grabación estadounidense, apropiado y operado por Sony BMG y establecido en 1989.

## Historia de la compañía
LaFace fue formada en 1989 por el dúo productor Antonio "LA" Reid & Kenneth "Babyface" Edmonds. La combinación de ambos apodos del dúo inspiró el nombre del sello.
LaFace se convirtió altamente dominante y exitosa en la década de los 90, responsable por producir artistas populares como TLC, Toni Braxton, OutKast, P!nk, Usher, Goodie Mob, Sean Soltys, Donell Jones y Cee-Lo. A finales de los 90, LaFace produjo menos artistas y Babyface empezó a enfatizarse más en su propia carrera musical.
El sello fue adquirido completamente por Arista y BMG en 1999. En 2001, L.A. Ried fue designado Chairman/CEO del Arista. Como resultado de la promoción de Reid, LaFace fue disuelto mientras que la mayor parte de sus actos prominentes se movieron hasta el sello principal del Arista.
En 2004, después de la recontstrucción corporativa de sellos BMG, LaFace fue reactivada como un cuarto del recientemente reconstruido Zomba Music Group. También, en la lista del Zomba Group se encuentran sellos como So So Def Recordings, Verity Records y Jive Records. La mayor parte de su lista anterior que había sido movida a Arista volvió a la compañía, ante su reactivación.